# Куниб (сельское поселение)
Куниб — административно-территориальная единица (административная территория село с подчинённой ему территорией) и муниципальное образование (сельское поселение с полным официальным наименованием муниципальное образование сельского поселения «Куниб») в составе муниципального района Сысольского в Республике Коми Российской Федерации.
Административный центр — село Куниб.

## История
Статус и границы административной территории установлены Законом Республики Коми от 6 марта 2006 года № 13-РЗ «Об административно-территориальном устройстве Республики Коми».
Статус и границы сельского поселения установлены Законом Республики Коми от 5 марта 2005 года № 11-РЗ «О территориальной организации местного самоуправления в Республике Коми».

## Население
| 2010  | 2011  | 2012  | 2013  | 2014  | 2015  | 2016  |
| ----- | ----- | ----- | ----- | ----- | ----- | ----- |
| 1580  | ↘1565 | ↗1624 | ↘1613 | ↘1589 | ↗1602 | ↘1578 |
| 2017  | 2018  | 2019  | 2020  | 2021  |       |       |
| ↘1541 | ↘1510 | ↘1480 | ↘1442 | ↘1364 |       |       |

## Состав
Состав административной территории и сельского поселения:
| № | Населённый пункт | Тип населённого пункта       | Население |
| - | ---------------- | ---------------------------- | --------- |
| 1 | Вадыб            | деревня                      | 12        |
| 2 | Копса            | посёлок                      | ↘0        |
| 3 | Куниб            | село, административный центр | 551       |
| 4 | Первомайский     | посёлок                      | 932       |
| 5 | Пустошь          | деревня                      | 72        |
| 6 | Шорйыв           | деревня                      | 13        |